# Ахматово (Чувашия)
Ахма́тово (чув. Ахматово) — село в  Алатырском муниципальном округе Чувашской Республики России.

## География
Село расположено в 8 км от районного центра Алатыря. Ближайшая железнодорожная станция Алатырь расположена там же. Село находится на региональной автодороге 97К-012 Алатырь — Ардатов. Вблизи села протекает река Алатырь.

## История
Село возникло в XVII веке. Жители села: русские, до 1861 являлись помещичьими крестьянами Чуфаровых. Занимались сельским хозяйством, ремеслом, отхожими промыслами.
В 1780 году, при создании Симбирского наместничества, село Ахматово, отписных крестьян, помещичьих крестьян, вошло в состав Алатырского уезда. С 1796 года — в Ардатовском уезде Симбирской губернии.
В 1792 году построена каменная, сохранившаяся до настоящего времени, двухпрестольная церковь: главный (холодный) во имя Покрова Пресвятой Богородицы и в приделе (теплый) во имя Святителя и Чудотворца Николая. Село именовалось Баевым, сейчас это название носит соседнее село на территории Мордовии, позднее Ахматовым-Баевым.
В 1807—1826 гг. Николай Иванович Тургенев — один из владельцев с. Ахматово Алатырского уезда. В 1818 г., посетив имение, перевел крестьян с барщины на оброк. Впечатления о пребывании в селе запечатлены в его письмах к брату Александру.
В 1859 году село Ахматово (Баево), находилось в 1-м стане Ардатовского уезда Симбирской губернии по почтовому тракту из г. Ардатова в г. Алатырь.
В 1885 году открыта церковно-приходская школа.
В 1931 году основан колхоз «Свободный труд», в 1962 году он переименован в колхоз «Звезда», в 1973 году преобразован в птицесовхоз, основной продукцией которого были яйцо и мясо птицы. Закрыт в 1997 году.

### Административная принадлежность
До 1920 года село относилось к Ардатовской волости Ардатовского уезда, до 1927 года — к Алатырской волости Алатырского уезда, позже — к Алатырскому району Чувашии.

## Органы власти

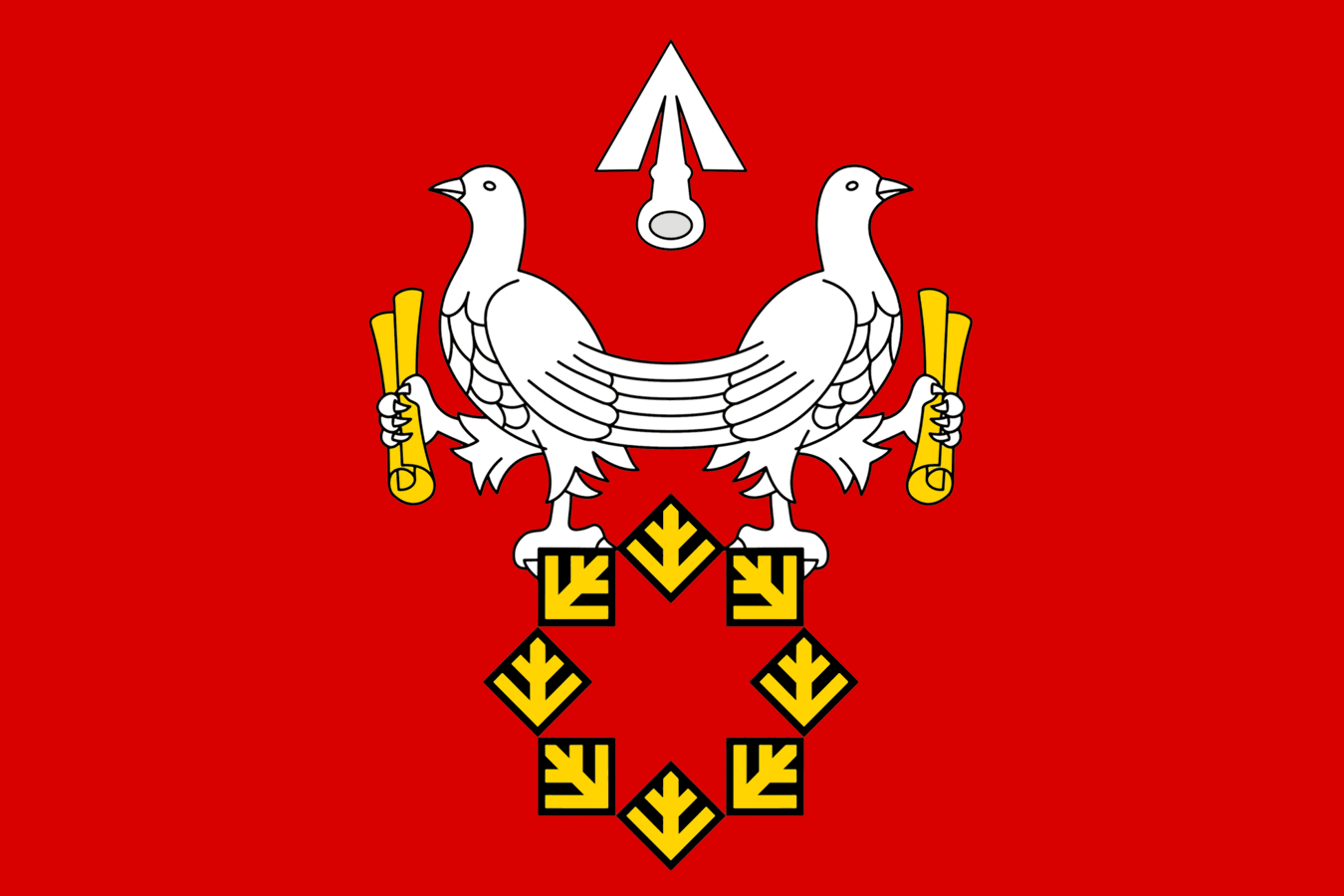
Флаг сельского поселения

В рамках организации местного самоуправления с 2004 по 2022 гг. в границах села существовало муниципальное образование Ахматовское сельское поселение  . Упразднено  законом от 29 марта 2022 года в рамках преобразования муниципального района со всеми входившими в его состав поселениями путём их объединения в муниципальный округ . С 1 января 2023 года функционирует Ахматовский территориальный отдел .

## Население
| 2010 | 2012 | 2013 | 2014 | 2015 | 2016 | 2017 |
| ---- | ---- | ---- | ---- | ---- | ---- | ---- |
| 772  | ↘759 | ↘745 | ↘731 | ↘727 | ↘721 | ↘713 |
| 2018 | 2019 | 2020 | 2021 |      |      |      |
| ↘677 | ↘665 | ↘662 | ↘653 |      |      |      |

Число дворов и жителей:
- 1780 год — 181[3].

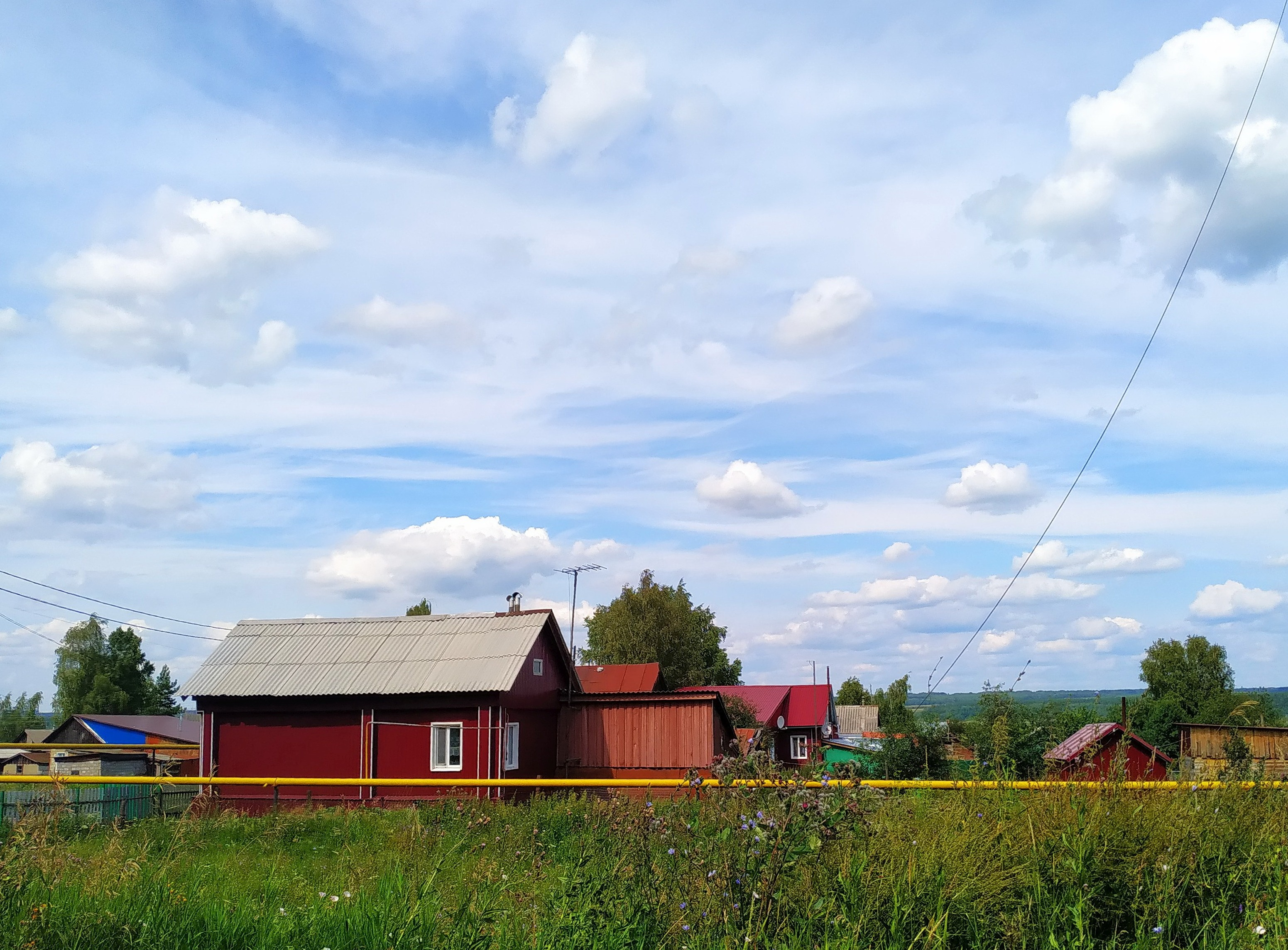
Ахматово

- 1795 год — 82 двора, 285 мужчин, 318 женщин.
- 1859 год — 97 дворов, 745 человек[6].
- 1897 год — 92 двора, 319 мужчин, 314 женщин.
- 1900 год — в 132 дворах 528 м. и 551 ж.[4]
- 1926 год — 270 дворов, 695 мужчин, 732 женщины.
- 1939 год — 683 мужчины, 881 женщина.
- 1979 год — 540 мужчин, 606 женщин.
- 2002 год — 384 двора, 880 человек: 413 мужчин, 467 женщин.
- 2010 год — 342 частных домохозяйства, 772 человек: 367 мужчин, 405 женщин[2].

## Современное состояние
В посёлке действуют средняя школа, фельдшерско-акушерский пункт, клуб, библиотека, отделение «Почты России». Функционирует отделение агрофирмы «Алатырская». Действующая церковь Покрова Пресвятой Богородицы. Село электрифицировано и газифицировано.